# Straža-Pass
Der Straža-Pass (mazedonisch Превој Стража Prevoj Straža; albanisch Qafë e Strazhës) ist ein Gebirgspass im Westen Nordmazedoniens, der die Talorte Gostivar (mazedonisch: Гостивар; albanisch: Gostivari) im Norden und Zajas (mazedonisch: Зајас; albanisch: Zajazi/Zajaz), Teil der Gemeinde (Opština) Kičevo (mazedonisch: Кичево, albanisch: Komuna Kërçova)  im Süden verbindet. Seine Maximalhöhe beträgt 1220 m. i. J. Der Straža-Pass ist eine wichtige Passage für den Verkehr zwischen dem Wirtschaftsraum Skopje, der Hauptstadt Nordmazedoniens, und dem Südwesten des Landes mit den Städten Ohrid und Struga sowie nach Ostalbanien.
Straža liegt im Dobra-Voda-Gebirge (mazedonisch Добра Вода Dobra Voda; deutsch: Gutes-Wasser-Gebirge), das ein Teil des Bistra-Gebirges ist.
Die Nationalstraße M4 führt über den Pass und ist als  Europastraße 65 Teil des Paneuropäischen Verkehrskorridors VIII.
Der Pass ist gleichzeitig die Grenze zwischen den Regionen Polog (makedonisch: Полошки регион, Pološki region; albanisch rajoni Pollog) (Nordseite) und Südwesten (mazedonisch: Југозападен регион, Jugozapaden region; albanisch: rajoni Jugperëndimor) (Südseite) und somit auch die Gemeindegrenze der Städte Kičevo (albanisch: Kërçov) im Süden und Gostivar (albanisch: Gostivari) im Norden.

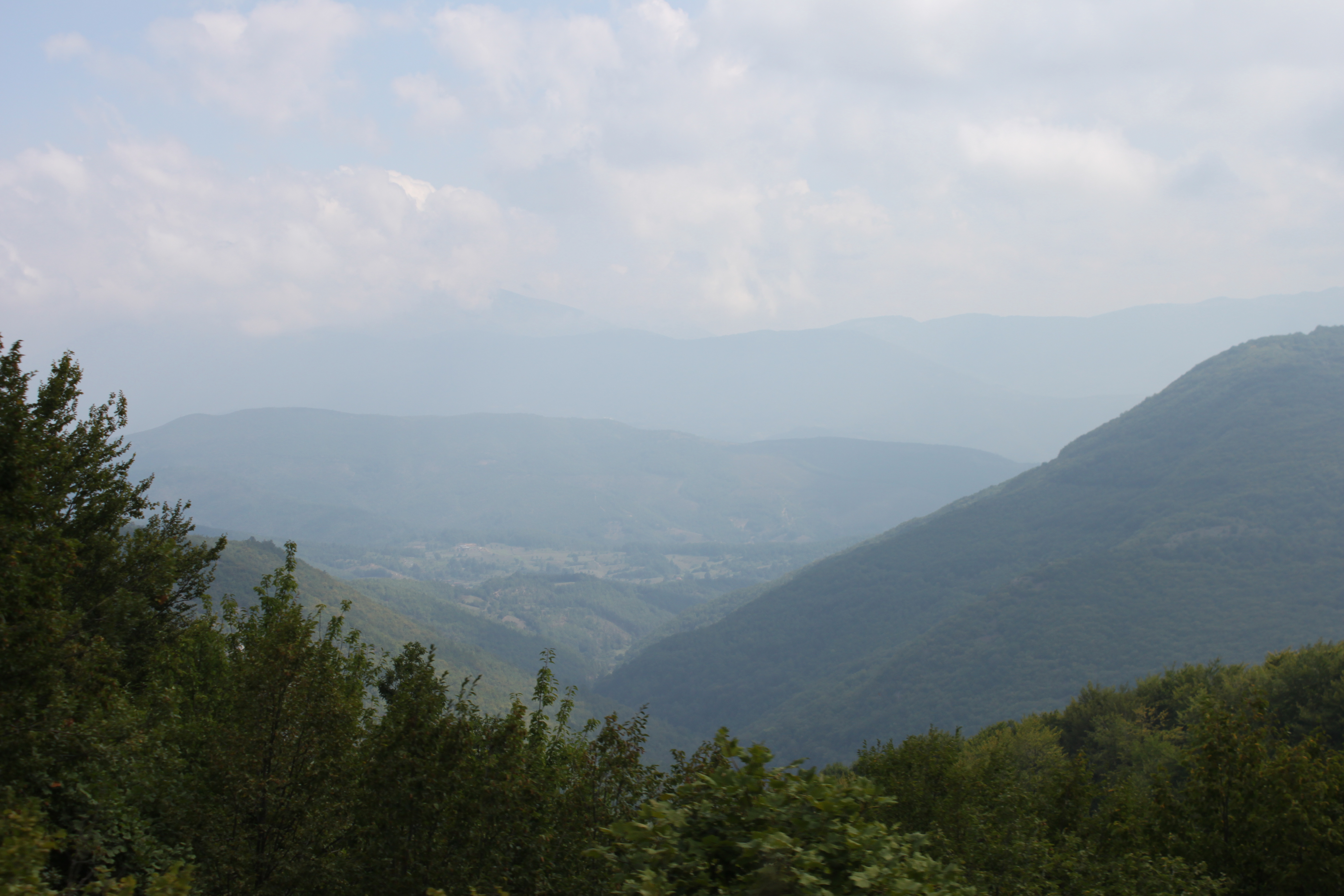
Straža-Pass; Blick nach Norden Richtung Gostivar / Gostivari